# Holanthias
Holanthias (Synonym: Ocyanthias) ist eine Fischgattung aus der Gruppe der Fahnenbarsche (Anthiadidae), die im südlichen Atlantik bei den Inseln St. Helena und Ascension, sowie am Grattan-Tiefseeberg, 260 Kilometer südöstlich von Ascension, vorkommt.

## Merkmale
Die Fische erreichen eine Körperlänge von etwa 22 cm Sie haben einen länglich ovalen, in der Regel gelblich-orange gefärbten Körper. Auf dem Kopf zeigen sie drei pinkfarbene waagerechte Streifen, einen sehr kurzen auf der Stirn, einen oberhalb der Augen und einen Dritten der durch den unteren Augenrand verläuft. Kopf und Maxillare sind beschuppt. Die Basen von Rücken- und Afterflosse sind zum größten Teil unbeschuppt; die Basen der paarigen Flossen und die Schwanzflossenbasis sind dagegen beschuppt. Zwischen hart- und weichstrahligem Abschnitt ist die Rückenflosse nicht tief eingebuchtet. Das Präoperculum ist am Rand leicht gesägt. Beide Kiefer sind mit einer äußeren Reihe konischer Zähne besetzt, die vorne als größere Fangzähne ausgebildet sind. Die Zähne der inneren Reihe im Oberkiefer sind klein und bürstenförmig bis konisch. Auch der Gaumen (Palatinum und Vomer) und die Zunge sind bezahnt. Die Seitenlinie ist vollständig und verläuft auf dem Rumpf unterhalb des Rückenprofils und auf dem Schwanzstiel mittig.
- Flossenformel: Dorsale X/15–16; Anale III/7, Pectorale 19–21, Caudale 15(8+7)
- Schuppenformel: SL 46–55.
- Wirbel: 26(10+16).
- Kiemenreusendornen: 38–43.

## Arten
Zur Gattung Holanthias gehören zwei sehr ähnliche Arten:
- Holanthias caudalis Trunov, 1976
- Holanthias fronticinctus Günther, 1868

## Belege
1. ↑  Paolo Parenti u. John E. Randall: An annotated checklist of the fishes of the family Serranidae of the world with description of two new related families of fishes. FishTaxa (2020) 15: 1-170. S. 13 u. 14.
2. ↑  Holanthias caudalis auf Fishbase.org (englisch)
3. ↑  Holanthias fronticinctus auf Fishbase.org (englisch)
4. ↑  William D. Anderson, Phillip C. Heemstra (2012): Review of Atlantic and eastern Pacific Anthiine fishes (Teleostei: Perciformes: Serranidae), with descriptions of two new genera. Transactions of the American Philosophical Society, New Series 102(2): 1–173. Seite 87.
5. ↑  Holanthias auf Fishbase.org (englisch)